# Catedral Basílica de Santa María (Ernakulam)
La Catedral Basílica de Santa María (en malabar: സെന്റ് മേരീസ് കത്തീഡ്രൽ ബസിലിക്ക) o simplemente Catedral de Ernakulam y también  llamada catedral católica de Siro-Malabar de Santa María, es una catedral en el estado de Kerala, al sur del país asiático de la India. La catedral fue fundada en 1112, y también es conocida por los nombres Nasrani Palli, Anchukaimal Palli o Thekke Palli. La iglesia es la sede del archieparquía mayor de Ernakulam-Angamaly, que es la sede Episcopal de la Iglesia Siro-Malabar.
La iglesia actual fue construida a principios del siglo XX bajo la dirección de Mar Aloysius Pazheparambil y fue elevada a la condición de Basílica por el Papa Pablo VI el 20 de marzo de 1974.
La catedral grande, y espaciosa tiene un altar que fue utilizado por el papa Juan Pablo II, cuando él visitó la India el 7 de febrero de 1986. El altar representa el nacimiento, la crucifixión y la resurrección de Jesucristo. Las dos torres de 68 pies de altura en el frente tienen estatuas de San Pedro y San Pablo en la parte superior, y el campanario (88 pies de altura) tiene la estatua de Santo Tomás en la parte superior. También hay una representación de la aparición de Jesús a Santo Tomás.

## Véase también

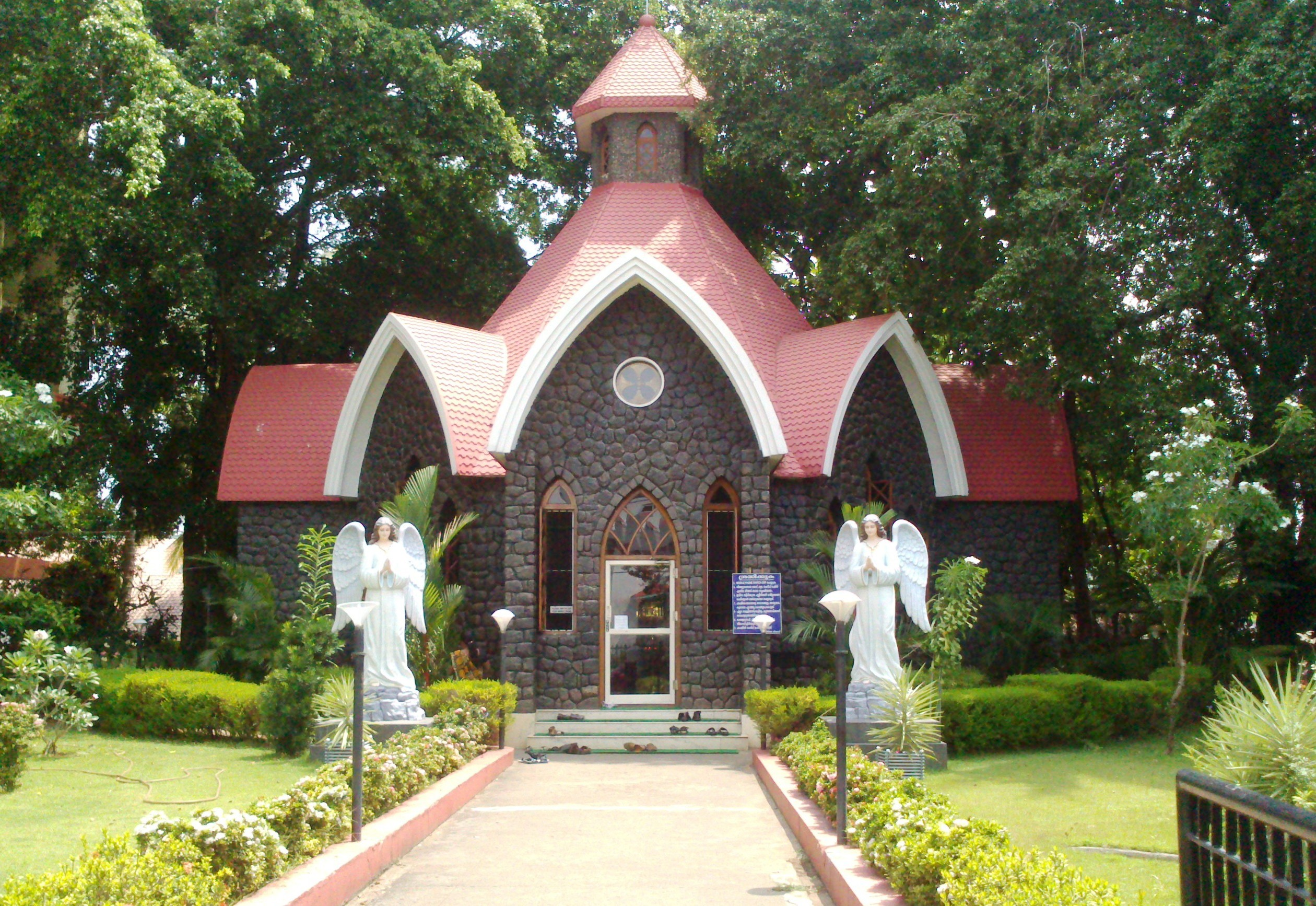
Capilla de la Basílica